# Kanton Bierné
Kanton Bierné (fr. Canton de Bierné) je francouzský kanton v departementu Mayenne v regionu Pays de la Loire. Tvoří ho 10 obcí.

## Obce kantonu
- Argenton-Notre-Dame
- Bierné
- Châtelain
- Coudray
- Daon
- Gennes-sur-Glaize
- Longuefuye
- Saint-Denis-d'Anjou
- Saint-Laurent-des-Mortiers
- Saint-Michel-de-Feins